# Peuton
Peuton ist eine französische Gemeinde mit 228 Einwohnern (Stand: 1. Januar 2022) im Département Mayenne in der Region Pays de la Loire; sie gehört zum Arrondissement Château-Gontier und zum Kanton Château-Gontier. Die Einwohner werden Peutonnais genannt.

## Geographie
Peuton liegt etwa 21 Kilometer südsüdwestlich von Laval. Umgeben wird Peuton von den Nachbargemeinden Quelaines-Saint-Gault im Norden, La Roche-Neuville mit Loigné-sur-Mayenne im Osten, Marigné-Peuton im Süden, Simplé im Westen sowie Cosmes im Nordwesten.

## Bevölkerungsentwicklung
| 1962                       | 1968 | 1975 | 1982 | 1990 | 1999 | 2006 | 2019 |
| -------------------------- | ---- | ---- | ---- | ---- | ---- | ---- | ---- |
| 261                        | 266  | 258  | 229  | 205  | 211  | 224  | 229  |
| Quellen: Cassini und INSEE |      |      |      |      |      |      |      |

## Sehenswürdigkeiten
- Kirche Saint-Jean-Baptiste aus dem 17./18. Jahrhundert
- Haus La Girouardière aus dem 16. Jahrhundert, Monument historique seit 2002

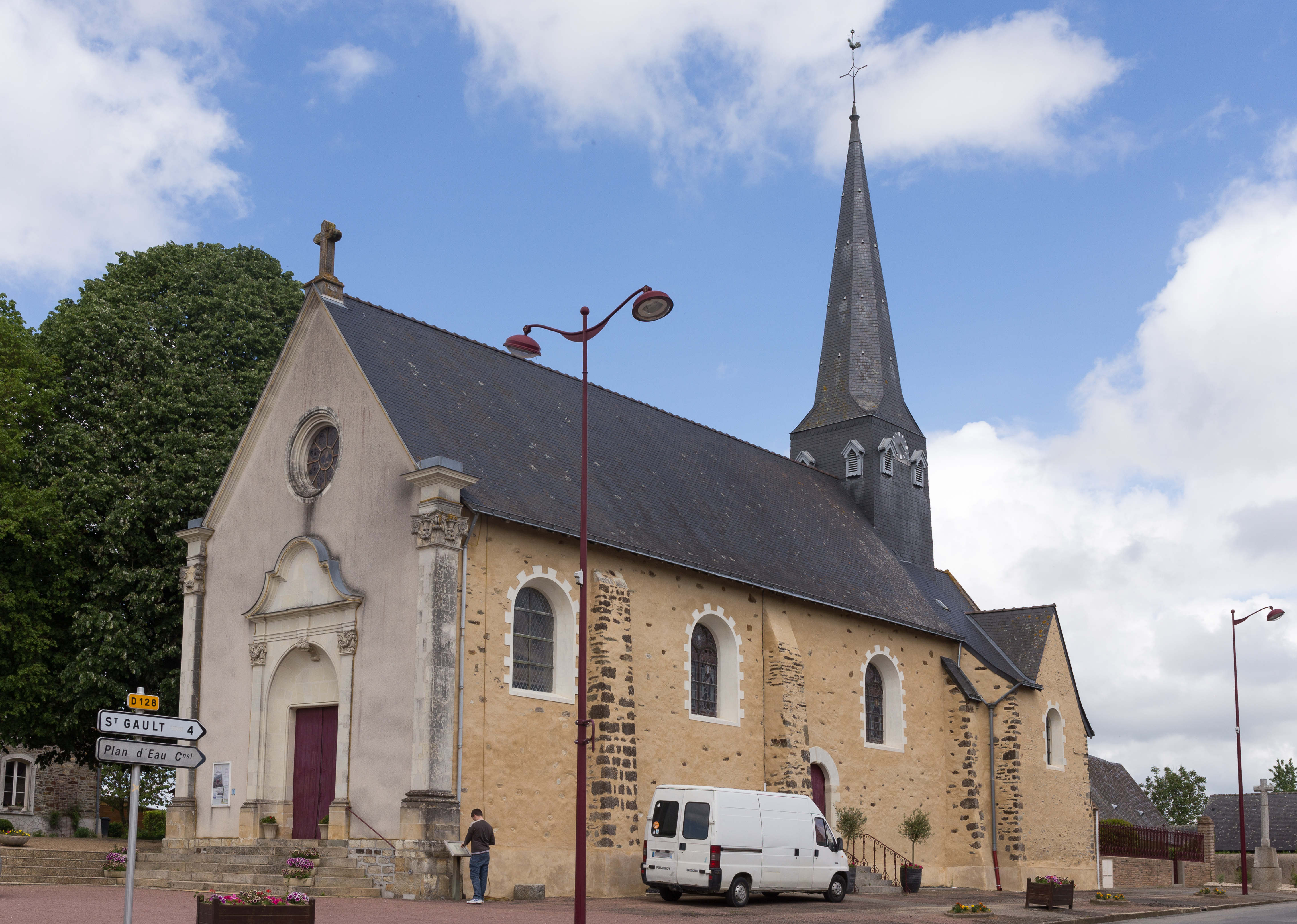
Kirche Saint-Jean-Baptiste